# Liste der Monuments historiques in Ploumilliau
Die Liste der Monuments historiques in Ploumilliau führt die Monuments historiques in der französischen Gemeinde Ploumilliau auf.

## Liste der Bauwerke
| Bezeichnung       | Beschreibung    | Standort                  | Kennzeichnung | Schutzstatus | Datum | Bild           |
| ----------------- | --------------- | ------------------------- | ------------- | ------------ | ----- | -------------- |
| Calvaire          | 18. Jahrhundert | Rue Croaf-Ogès (Lage)     | PA00089496    | Inscrit      | 1925  | weitere Bilder |
| Kirche St-Milliau |                 | Place de l’Eglise (Lage)  | PA00089500    | Classé       | 1921  | weitere Bilder |
| Kreuz             | 17. Jahrhundert | Route de Kérauzern (Lage) | PA00089498    | Inscrit      | 1926  | weitere Bilder |
| Manoir de l’Isle  | Herrenhaus      | (Lage)                    | PA22000018    | Inscrit      | 2004  |                |
| Kirche in Kéraudy |                 | (Lage)                    | PA00089501    | Classé       | 1935  | weitere Bilder |
| Wegekreuz         | 17. Jahrhundert | (Lage)                    | PA00089499    | Inscrit      | 1927  | weitere Bilder |
| Kapelle St-Cado   |                 | (Lage)                    | PA00089497    | Inscrit      | 1926  | weitere Bilder |

## Liste der Objekte

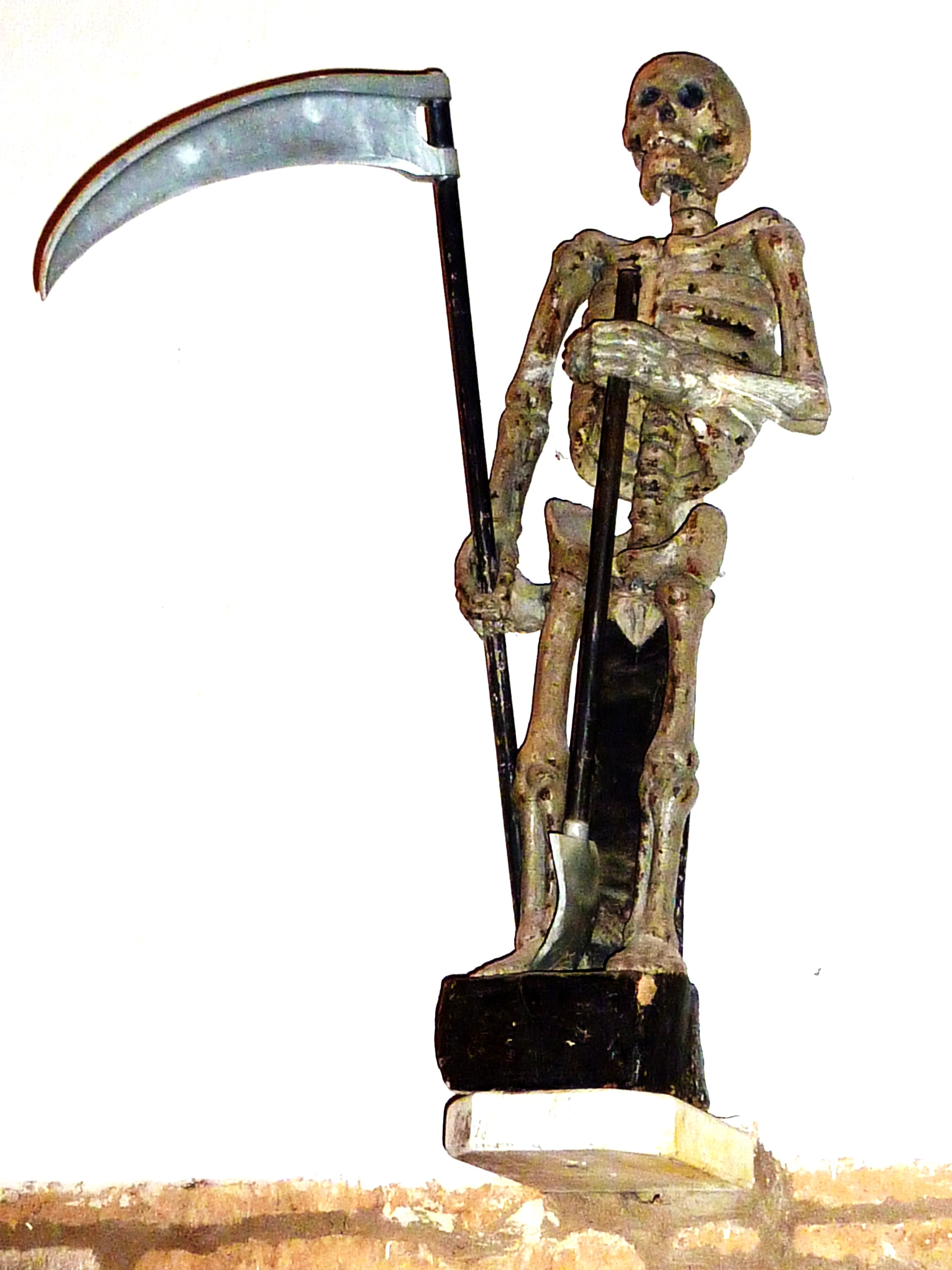
Skulptur aus dem 15. Jahrhundert in der Kirche St-Milliau

- Monuments historiques (Objekte) in Ploumilliau in der Base Palissy des französischen Kultusministeriums